# Edeltraud Rabitzer
Edeltraud Rabitzer (geboren in Windischeschenbach) ist eine deutsche Drehbuchautorin.

## Leben und berufliche Stationen
Edeltrau Rabitzer wurde in Windischeschenbach im Oberpfälzer Landkreis Neustadt an der Waldnaab geboren. Mehrere Jahre war sie für den Schauspieler, Regisseur und Produzent Maximilian Schell tätig. Anschließend gab sie ihr Debüt als Drehbuchautorin mit dem Fernsehfilm Dann ist nichts mehr wie vorher der 1986 bei den Internationalen Hofer Filmtagen aufgeführt wurde und später auf Festivals unter anderem in Toronto, Barcelona und Hongkong gezeigt wurde.
Edeltraud Rabitzer lebt in München.

## Filmografie (Auswahl)
- 1986:	Dann ist nichts mehr wie vorher
- 2004: Mörderische Suche
- 2006: Mutterglück
- 2007: Der Kronzeuge
- 2014: Der Kriminalist − Verlorenes Glück